# Tsui Hark

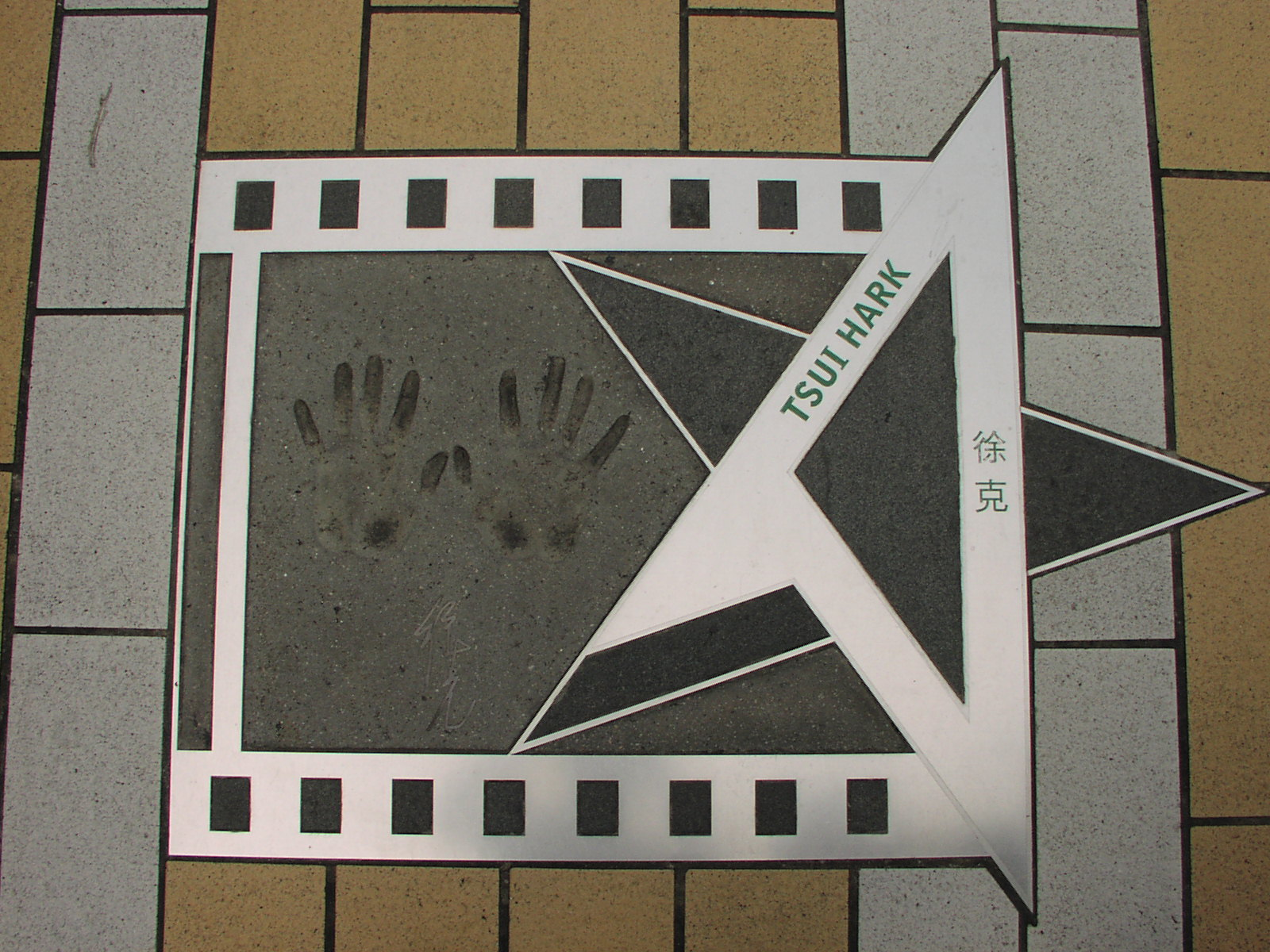
Afdrukken van Tsui Hark in de Avenue of Stars, Hong Kong.

Tsui Hark, pseudoniem van Tsui Man-Kong (Cochin-China, 15 januari 1950) is een filmregisseur en filmproducent uit Hongkong.

## Biografie
Hark werd geboren in Cochin-China, het huidige Vietnam, dat toen in Franse handen was. Hij groeide op in Saigon en vertrok op zijn veertiende naar Hongkong. In 1967 ging hij naar Texas om film te studeren. Hij studeerde af in 1975. Hierna verhuisde hij naar New York waar hij in 1976 met Christine Choy de documentaire 'From Spikes to Spindles' maakte. 
In 1977 ging hij terug naar Hongkong waar hij werd ingehuurd door Selina Chow van televisiestation TVB. Toen zij overstapte naar de nieuwe zender CTV, gingen haar werknemers mee. Onder hen was Tsui Hark, maar ook Dennis Yu, Ringo Lam, Ann Hui, Patrick Tam, Yim Ho, Kirk Wong, Alex Cheung, Allen Fong, Shu Kei en Eddie Fong. In 1978 maakte Tsui Hark voor CTV de televisieserie 'Gold Dagger Romance'. Een jaar later, in 1979, maakte hij zijn eerste speelfilm 'The Butterfly Murders'. In 1981 trad hij in dienst van de nieuwe filmstudio Cinema City, waarvoor hij 'All the Wrong Clues (for the Right Solution)' maakte.
In 1983 maakte hij voor topstudio Golden Harvest het fantastische wuxia epos Zu Warriors of the Magic Mountain. In 1984 had hij zijn eerste hitfilm: 'Aces Go Places III: Our Man from Bond Street'. In 1984 richtte hij productiemaatschappij Film Workshop op. Hij produceerde John Woo's A Better Tomorrow (1986) en Ching Siu-Tung's A Chinese Ghost Story (1987). In 1993 maakte hij de komische fantasyfilm White Snake, Green Snake. Tussen 1991 en 1997 maakte hij zijn succesvolste werk: de Once Upon a Time in China films. In 1997 en 1998 maakte hij twee films met Jean-Claude Van Damme: Double Team en Knock Off. In 2001 maakte hij eindelijk het vervolg op Zu Warriors: Legend of Zu. In 2005 regisseerde hij de film Seven Swords, met o.a. Donnie Yen.

## Filmografie
- 1979 - The Butterfly Murders
- 1980 - Hell Has No Gates
- 1980 - Dangerous Encounters of the First Kind
- 1981 - All the Wrong Clues (for the Right Solution)
- 1983 - Zu Warriors of the Magic Mountain
- 1983 - Search for the Gods
- 1984 - Shanghai Blues
- 1984 - Aces Go Places III: Our Man from Bond Street
- 1985 - King Worker
- 1985 - Working Class
- 1986 - Peking Opera Blues
- 1989 - The Master
- 1989 - A Better Tomorrow III
- 1990 - Swordsman
- 1991 - Once Upon a Time in China
- 1991 - The Banquet
- 1991 - The Raid
- 1991 - The King of Chess
- 1991 - A Chinese Ghost Story III
- 1992 - New Dragon Gate Inn
- 1992 - Once Upon a Time in China II
- 1992 - Twin Dragons
- 1993 - Once Upon a Time in China III
- 1993 - White Snake, Green Snake
- 1994 - Once Upon a Time in China V
- 1994 - Butterfly Lovers
- 1995 - The Chinese Feast
- 1995 - Love in the Time of Twilight
- 1995 - The Blade
- 1996 - Tristar
- 1997 - Double Team
- 1998 - Knock Off
- 2000 - Time and Tide
- 2001 - The Legend of Zu
- 2002 - Black Mask 2: City of Masks
- 2005 - Seven Swords
- 2007 - Triangle
- 2008 - Missing
- 2008 - All About Women
- 2010 - Detective Dee and the Mystery of the Phantom Flame
- 2011 - Flying Swords of Dragon Gate
- 2013 - Young Detective Dee: Rise of the Sea Dragon
- 2014 - The Taking of Tiger Mountain
- 2017 - Journey to the West: The Demons Strike Back
- 2018 - Detective Dee: The Four Heavenly Kings
- 2021 - The Battle at Lake Changjin

- Bibsys: 6007393
- Biblioteca Nacional de España: XX1287862
- Bibliothèque nationale de France: cb14022926s (data)
- Catàleg d'autoritats de noms i títols de Catalunya: 981058525915706706
- CiNii: DA15753002
- Gemeinsame Normdatei: 123537975
- International Standard Name Identifier: 0000 0003 6858 7648
- Library of Congress Control Number: no99010566
- MusicBrainz: 740d5401-ba0b-4900-bd9d-72d3c3e5680c
- Nationale Bibliotheek van Tsjechië: pna2007384023
- Nationale bibliotheek van Australië: 36730815
- Nationale Bibliotheek van Israël: 987007349772605171
- Nationale Bibliotheek van Polen: a0000001915684
- Nederlandse Thesaurus van Auteursnamen: 169320944
- Réseau des bibliothèques de Suisse occidentale: 02-A003348241
- SNAC: w6kk9k0d
- Système universitaire de documentation: 077446542
- Trove: 1438669
- Virtual International Authority File: 72303647
- WorldCat: E39PBJpygRmpfFmbT4gG7GqWjC

1. ↑  http://www.goldenhorse.org.tw/awards/nw?serach_type=award&sc=8&search_regist_year=1981.